# Paradou Athletic Club
Il Paradou Athletic Club (in arabo  نادي أتليتيك بارادو‎?) è una società calcistica algerina con sede ad Algeri. Milita nella massima serie del campionato algerino di calcio.
Fondato il 16 agosto 1994. Al termine della stagione 2016-2017 è stato promosso in Ligue 1, facendo ritorno in massima serie dopo dieci anni.

## Palmarès

### Competizioni nazionali
- Ligue 2 (Algeria): 1

2016-2017

## Rosa 2019-2020
Aggiornata al 25 luglio 2019.
| N. |                    | Ruolo | Calciatore        |
| -- | ------------------ | ----- | ----------------- |
| 1  | Algeria (bandiera) | P     | Mokhtar Ferrahi   |
| 3  | Algeria (bandiera) | D     | Mehdi Ferrahi     |
| 4  | Algeria (bandiera) | C     | Tayeb Hamoudi     |
| 5  | Algeria (bandiera) | D     | Youcef Douar      |
| 6  | Algeria (bandiera) | D     | Mustapha Bouchina |
| 9  | Algeria (bandiera) | A     | Riad Benayad      |
| 12 | Algeria (bandiera) | D     | Haithem Loucif    |
| 15 | Algeria (bandiera) | C     | Zakaria Messibah  |
| 17 | Algeria (bandiera) | D     | Anis Bey          |
| 21 | Algeria (bandiera) | A     | Sabri Cheraitia   |
| 22 | Algeria (bandiera) | D     | Tarek Bouabta     |
| 24 | Algeria (bandiera) | A     | Zakaria Naidji    |
| 25 | Algeria (bandiera) | D     | Aimen Bouguerra   |

| N. |                    | Ruolo | Calciatore          |
| -- | ------------------ | ----- | ------------------- |
| 26 | Algeria (bandiera) | A     | Yousri Bouzok       |
| 28 | Algeria (bandiera) | A     | Adem Redjem         |
| 30 | Algeria (bandiera) | P     | Toufik Moussaoui    |
| 32 | Algeria (bandiera) | A     | Abdelkader Ghorab   |
| 34 | Algeria (bandiera) | C     | Hicham Boudaoui     |
| 35 | Algeria (bandiera) | C     | Salaheddine Herrari |
| 42 | Algeria (bandiera) | D     | Hamza Kallam        |
| 47 | Algeria (bandiera) | D     | Ghiles Guenaoui     |
| 49 | Algeria (bandiera) | C     | Hamza Mouali        |
| 57 | Algeria (bandiera) | C     | Abdeldjalil Tahri   |
| 90 | Algeria (bandiera) | C     | Adem Zorgane        |
|    | Algeria (bandiera) | D     | Islam Arous         |